# Acrapex albertorum
Acrapex albertorum is een vlinder van de familie van de uilen (Noctuidae). De wetenschappelijke naam van deze soort is voor het eerst voorgesteld door Willy de Prins in een publicatie uit 2021.
De soort komt voor in Somalië.